# 神戸洋子
神戸 洋子（かんべ ようこ、1951年2月27日 - ）は、日本の教育評論家。愛称はようこ先生。

## 人物
- 白百合女子大学修士課程修了

## 出版物
- 幼稚園教育実習（保育者養成シリーズ）2012年
- 子育て・子育て支援額 保育出版社 2011年5月
- 幼稚園・保育園児童福祉施設実習ガイド 同文書院 2011年5月
- 英語圏諸国の児童文学I物語ジャンルと歴史 ミネルヴァ書房 2011年3月
- 言葉（新・保育内容シリーズ4） 2010年4月
- 子どもと育ちと言葉 保育出版 2010年3月
- 私とお話し論 中央法規出版 1983年
- 単著：『専門試験 京都市の公立幼稚園教諭（過去問題集）』協同出版 2015年度版
- 単著：『専門試験 公立保育士試験（過去問題集）』協同出版 2015年度版
- 共著：『絵本から学ぶ子どもの文化』実践編 同文書院 2015年4月
- 共著：『自分でつくる BOOK&NOTE－教育・保育実習でよりよい時間を過ごそう！』同文書院 2015年9月
- 共翻訳：ポーラ S.ファス編『世界子ども学研究百科事典』 北本正章監訳
- 「室内ゲーム(Indoor Games)、「乳幼児のおもちゃ(Infant Toys)」 2016年9月
- 共著：「子どもの文化 2016年10月 第48巻 9号 通関545号「第19回絵本学会に参加して」
- 子どもの文化研究所 2016年10月
- 共著：「アニメ化で古典作品の掘り起こし『思い出のマーニー』」日本児童文学2016年 9月10月号
- 共著：『大学生の常識 67‐マナー編②』一藝社 2017年3月

## 帝京科学大学紀要
- 帝京科学大学紀要 第11号 2015年3月「伝統的な言語文化を小学校教育・幼児教育の接続期に－「国語」と「保育内容（言葉）」の接続を中心に－」
- 帝京科学大学教職センター紀要 第1号 2016年3月「幼稚園・保育所・幼保連携型認定こども園の保育者不足解消に向けて－幼保一体化政策のもたらす問題点－」
- 帝京科学大学紀要 第12号 2016年3月「マリー・ホール・エッツの絵本における戦争と影について」

## 研究報告（査読付き）
- 2015年3月「マリー・ホール・エッツの至福と闇」『世界子ども学研究会紀要 ハルシオン第5号』

### 発表
- 「エリナーファージョンについて『りんご畑のマーティンピピン』+『ひなぎく野のマーティンピピン』」第375回ファンタジー研究会 日本児童文学者協会 2015年11月

### 単独発表
- 「イメージの飛翔と日常への帰着‐『ぼくつかまらないもん』をめぐって‐」絵本学会第19回研究大会 京都女子大学 2016年5月

### その他、社会活動等
- 日本保育学会第 69 回研究大会東京学芸大学保育内容研究ポスター発表 優秀賞表彰選考委員 2016年5月
- 第50回東燃ゼネラル児童文化賞選考委員、2015年9月
- 第51回東燃ゼネラル児童文化賞選考委員、2016年9月
- 岐阜県本巣市巣南図書館公開講座「子どもへ物語の世界を届けるために」2016年10月
- 岐阜県本巣市巣南図書館おはなし会、素話の公演 2016年10月

## 赴任した大学
- 帝京科学大学
- 埼玉純真短期大学
- 2015年−2018年3月池坊短期大学
- 2018年4月 - 2019年3月(京都YMCA三条保育園)園長
- 2020年4月−(しらね幼稚園)園長